# Rio Poio
O rio Póio é um rio em Ribeira de Pena Portugal, afluente do Lourêdo e Tâmega.
No rio Póio se localizam a Cascata de Água Cai d`Alto e a Ponte sobre o Rio Poio de Cerva e Alvadia.